# 凯文·乐福
凱文·韦斯利·洛夫（英語：Kevin Wesley Love，1988年9月7日—），美國職業籃球运动员，現效力於NBA猶他爵士。他曾經5度入選NBA全明星賽，兩次入選NBA最佳陣容第二隊，並在2016年隨克里夫蘭騎士獲得NBA總冠軍。

## 高中时期
洛夫进入俄勒冈州奥斯威戈湖的奥斯威戈湖高中，并且成为全国2007年次最出色的篮球手之一。
在高中二年级，洛夫领衔奥斯威戈湖高中打进了2005年俄勒冈州高中篮球锦标赛，但是对球队以53-57输给了杰斯韦特高中。那一年的暑期，洛夫涉及了一场商业风波中，洛夫选择在夏天参加锐步的ABCD训练营，因为在这个训练营可以与诸如格雷格·奥登这样的全国其他顶级球员对抗交流，为此耐克公司将其从伯特兰精英联赛AAU队中踢出，而洛夫则陷入这两大运动品牌的争斗中。洛夫带领球队取得了空前45胜-0负的纪录，而进入了南加利福尼亚州全明星队，并且将4项最有价值球员奖项收入囊中。
在2006年，洛夫和奥斯威戈湖高中重返俄勒冈州锦标赛，以59-57战胜了拥有凯尔·辛格勒的南梅德福特高中。两支球队在2007年的锦标赛中再次相遇，但这次凯尔·辛格勒和南梅德福特高中以58-54胜出。在那场比赛中，洛夫取得了37分和15个篮板。尽管洛夫在高二缺席了一半的赛事，但他还是以2,628分成为俄勒冈州锦标赛的得分王。

## UCLA时期
2006年7月，洛夫和加利福尼亚大学洛杉矶分校(UCLA)签订了加盟的意向书。征得前UCLA球星沃尔特哈·萨德的同意，将原本已经于1996年退役的42号球衣给与了在高中时期就身着42号球衣的洛夫。抵達加州大學洛杉磯分校後，洛夫經常尋求退休的傳奇比爾沃爾頓和約翰武德的建議。他選擇加州大學洛杉磯分校的決定帶來了他父親的母校俄勒岡球迷的憎恨，他們本來預計洛夫將會再俄勒岡打球。在俄勒岡州的一場比賽之前，有一位球迷獲得了洛夫的手機號碼，並留下了淫穢信息和死亡威脅;在比賽期間，球迷們還向洛夫的家人扔垃圾。這一事件以及針對其他球員的類似事件促使人們討論大學籃球迷的瘋狂行為是否變得過於極端。
在2008年的Pacific-10男子籃球錦標賽中，UCLA隊以O.J. Mayo為主打在半決賽中擊敗了USC木馬隊。 Mayo和Love都被提名為全Pac-10比賽第一隊。後來，Love帶領UCLA進入Pac-10大會的冠軍賽，得到大會錦標賽冠軍以及2008年NCAA男子一級籃球錦標賽的第一種子。洛夫幫助了UCLA進入最後四強，在那裡他們輸給了曼菲斯猛虎隊。在2007-08賽季常規賽結束時，Love被評為全美大學第一隊、Pac-10年度最佳球員、Pac-10全明星和Pac-10年度新秀。他以17.5分，10.6個籃板和23次雙十成功帶領UCLA。

## NBA生涯

### 明尼苏达灰狼(2008–2014)

#### 2008年NBA選秀會
2008年，乐福宣布放弃大学学业，参加NBA选秀。隊友羅素·衛斯布魯克在第四順位被西雅圖超音速選走，洛夫在第一轮第五顺位被孟菲斯灰熊选中，灰熊随即把他與麥克·米勒、布萊恩·卡迪納爾、傑森·科林斯送往灰狼来交换同年的第三顺位新秀O·J·梅奥與安東·渥克、馬科·雅里奇、格雷格·巴克納。

#### 2008-09賽季：新秀賽季
洛夫參加了2008年NBA夏季聯賽，並在籃板球方面領先全聯賽。在10月29日的NBA首秀中替補登場得到12分9籃板，幫助球隊以98-96擊敗沙加緬度國王。但灰狼在接下來的19場中輸了15場，總教練藍迪·威特曼被解雇，總經理凱文·麥克海爾兼任總教練，並與洛夫建立了良好的關係。麥克海爾的帶領下，灰狼在1月取得了10勝4敗的戰績，洛夫更是場均雙十。儘管有不錯的數據與表現，洛夫並沒有入選當年的新秀挑戰賽，這讓隊友與教練都感到驚訝。在隊中的得分手艾爾·傑佛森2月時因為前十字韌帶撕裂，剩餘賽季報銷，洛夫獲得了更多的上場時間，也在3月被評為本月最佳新秀。
洛夫的籃板球總數在聯盟中排名第九，新秀中排名第一，進攻籃板數排名第三。在赛季中他拿到了29次雙十，是灰狼队史上新秀的最高记录。而在進攻籃板率上排名聯盟第一，更是自1984年大夢哈基姆·歐拉朱萬以來首個在此數據領先全聯盟的新秀。賽季後被評選為NBA年度新秀第二队，並在年度最佳新秀票選排名第六。
在经历了平淡的两个赛季后，洛夫在2010-11赛季迎来了自己的爆发，在2010年11月的比赛中，他打出了四次20（得分）+20（篮板）的成绩，尤其是13日主场对阵纽约尼克斯打出了可怕的31分31个篮板，上一位单场拿到30分以上并且抢下30个篮板球以上的球员则要追溯到1982年的摩西·马龙。在赛季后半段他更是连续53场获得两双的成绩，不仅打破了森林狼队史纪录，更是创造了自1976年NBA和ABA合并以来的历史记录，仅次于威尔特·张伯伦的连续227场记录。他也在2月5日顶替受伤的姚明入选了2011年西区全明星替补阵容。赛季结束时，洛夫更凭借场均20.2分、15.2个篮板以及2.5次助攻被评选为年度进步最快球员并荣膺篮板球王。

2011-12赛季，乐福更进一步，打出了26.0分、13.3个篮板的顶级内线数据。季中他再次入选西区全明星，并在全明星周末上大爆冷门夺得了三分球大赛的冠军。赛季结束后，他首次入选NBA年度最佳阵容第二队，在评选中他是得票最高的正统大前锋球员（第一队的两位前锋凯文·杜兰特和勒布朗·詹姆斯都是小前锋球员）。在夏天跟随美国梦十队获得了伦敦奥运会男子篮球比赛的金牌。

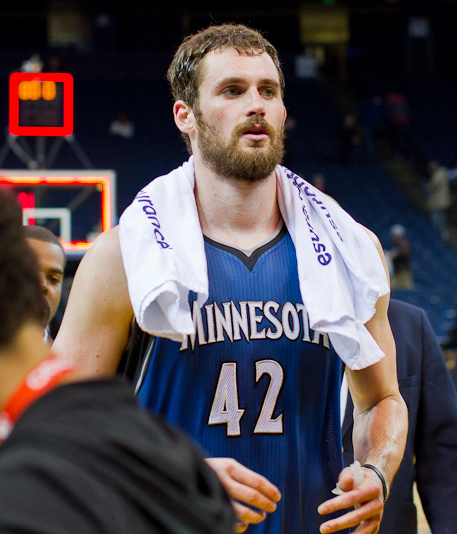
2012年灰狼隊時期

2012-13赛季开始前，乐福因为在家中做俯卧撑造成手掌骨折，被迫缺席了灰狼该赛季前1个多月的比赛。在11月底强行复出完成了18场比赛之后，他于2013年1月3日灰狼对掘金的比赛中再度手掌骨折，他宣布将正式进行右手手术，由于森林狼早早失去进入季后赛的希望，同时其腹股沟也存在伤势，为了今后职业生涯考虑，乐福决定放弃赛季余下比赛。在仅有的18场出战中他场均砍下18.3分和14个篮板，但受手部伤势影响投篮出手极不稳定，投篮和三分命中率分别只有35.2%、21.7%。森林狼该赛季遭遇伤病潮，最后以31胜51败结束赛季，连续第9年无缘季后赛。

### 克里夫蘭騎士(2014–2023)
2014年夏天，騎士用2013年的選秀狀元安东尼·本内特、2014年的選秀狀元安德魯·威金斯，以及2015年的選秀權交易來洛夫。
來到騎士隊後，乐福的戰術定位相比於灰狼時期大幅減少，因此得分、籃板有些許下滑
2015幫助騎士隊打入了季後賽，不幸在第一輪對陣賽爾提克，遭到長髮哥凱利·奧利尼克扯傷左肩，剩餘季後賽全數報銷。

#### NBA總冠軍 （2015–2016）
騎士隊以57勝25負的戰績以東部聯盟的頭號種子身份結束了例行賽。季後賽首輪，騎士隊面對八號種子底特律活塞，在4月17日的第1場比賽中，洛夫以28分和13個籃板創下季後賽生涯新高。洛夫幫助騎士隊晉級東部決賽，在那裡他們面對多倫多暴龍。他在系列賽的第3場和第4場比賽中表現不佳，總得分僅為15分，然後在第5場和第6場比賽中反彈，幫助騎士隊以4比2擊敗暴龍隊。這場勝利將他們晉級NBA總決賽，在那裡他們面對衛冕冠軍金州勇士。令人訝異的是，克里夫蘭球迷居然不要乐福上陣冠軍戰，原來是因為在總決賽G1與G2騎士兩場大敗於勇士隊，G2勇士隊的哈里森·巴恩斯搶籃板時，意外造成他輕微腦震盪，使其缺席了G3。誰料到，騎士隊在G3替補他上陣的李察·謝佛遜幫助下居然獲得大勝，所以才引起自己球迷的不滿，甚至有球迷在募款要乐福不要再出戰，還做了張示意圖，是他被丟在垃圾桶的樣子。這些反映了他在總決賽的表現不佳，防守太鬆軟，命中率低落，最重要的是沒有達到克里夫蘭人對曾經是狼王的他的期待。
但這幾場冠軍戰的表現，不能就這樣否定他一整季的努力與價值，即便冠軍前幾戰有這些負面的聲浪，他仍在最後的G7封王戰，9分14板的積極防守表現，且在讀秒階段成功大鎖般的盯防史蒂芬·柯瑞的三分不讓後者投進，最終騎士隊以4-3贏得系列賽，因為他們成為第一支從3-1總決賽落後中反彈的球隊，在第7場比賽中以93-89擊敗勇士隊，幫助騎士隊奪得隊史第一冠。奪冠那一瞬間，和雷霸龍·詹姆士擁抱了起來，乐福也狠狠的賞了質疑者的耳光。
奪冠後，騎士隊教頭泰倫·卢也聲明了解乐福的價值，他會繼續待在騎士隊。
2016-17開季，乐福打出與前兩季完全不同的表現，更往禁區打，更多的碰撞，更積極的籃板，他不只是人們口中的狼王，更是克里夫蘭的奪冠拼圖，改變近年來球迷對於乐福的偏見看法。
2016年11月24日，主場對陣拓荒者，以第一節34分，寫下騎士隊史單節得分紀錄，賽後雷霸龍·詹姆士在社群網頁讚譽有加。
2017年2月14日，騎士球團傳出一大利空，三巨頭之一的乐福因動左膝蓋關節鏡手術預計得缺席6週時間。

#### 傷病困擾的年份（2018-2021）
2018年5月26日，乐福因腦震盪症狀得缺席的大利空。
2018年7月24日，乐福跟騎士以4年1.2億達成提前續約的協議。
在2020-21賽季的第一場季前賽中，乐福小腿受傷，導致他錯過了例行賽開幕戰。他在第二場比賽中回歸，但他在第三場比賽中重新受傷，預計將缺席3-4周。
2023年2月19日，騎士宣布正式與乐福買斷合約，並承諾未來將退役其0號球衣。

### 迈阿密热火(2023–至今)
2023年2月20日，乐福与迈阿密热火队签约。2月24日，在热火队以 128-99 负于密尔沃基雄鹿队的比赛中，乐福首发出场，但没有得分，只得到8个篮板。在热火队，乐福第五次打进 NBA 总决赛。然而热火队在总决赛中不敵丹佛掘金队。
2023年7月6日，乐福与热火队重新簽訂一份為期2年、價值786萬美元的合約(包括2024-25球員選項)。
2024年6月29日，乐福拒絕與热火队的2024-25球員選項。
2024年7月6日，乐福與热火队重新簽訂一份為期2年、價值800萬美元的合約。

## 職業生涯數據

### NBA例行賽數據統計
| 賽季     | 球隊     | GP  | GS  | MPG  | FG%  | 3P%  | FT%  | RPG   | APG | SPG | BPG | PPG  |
| -------- | -------- | --- | --- | ---- | ---- | ---- | ---- | ----- | --- | --- | --- | ---- |
| 2008–09  | MIN      | 81  | 37  | 25.3 | .459 | .105 | .789 | 9.1   | 1.0 | .4  | .6  | 11.1 |
| 2009–10  | MIN      | 60  | 22  | 28.6 | .450 | .330 | .815 | 11.0  | 2.3 | .7  | .4  | 14.0 |
| 2010–11  | MIN      | 73  | 73  | 35.8 | .470 | .417 | .850 | 15.2* | 2.5 | .6  | .4  | 20.2 |
| 2011–12  | MIN      | 55  | 55  | 39.0 | .448 | .372 | .824 | 13.3  | 2.0 | .9  | .5  | 26.0 |
| 2012–13  | MIN      | 18  | 18  | 34.3 | .352 | .217 | .704 | 14.0  | 2.3 | .7  | .5  | 18.3 |
| 2013–14  | MIN      | 77  | 77  | 36.3 | .457 | .376 | .821 | 12.5  | 4.4 | .8  | .5  | 26.1 |
| 2014–15  | CLE      | 75  | 75  | 33.8 | .434 | .367 | .804 | 9.7   | 2.2 | .7  | .5  | 16.4 |
| 2015–16† | CLE      | 77  | 77  | 31.5 | .419 | .360 | .822 | 9.9   | 2.4 | .8  | .5  | 16.0 |
| 2016–17  | CLE      | 60  | 60  | 31.4 | .427 | .373 | .871 | 11.1  | 1.9 | .9  | .4  | 19.0 |
| 2017–18  | CLE      | 59  | 59  | 28.0 | .458 | .415 | .880 | 9.3   | 1.7 | .7  | .4  | 17.6 |
| 2018–19  | CLE      | 22  | 21  | 27.2 | .385 | .361 | .904 | 10.9  | 2.2 | .3  | .2  | 17.0 |
| 2019–20  | CLE      | 56  | 56  | 31.8 | .450 | .374 | .854 | 9.8   | 3.2 | .6  | .3  | 17.6 |
| 2020–21  | CLE      | 25  | 25  | 24.9 | .409 | .365 | .824 | 7.4   | 2.5 | .6  | .1  | 12.2 |
| 2021–22  | CLE      | 74  | 4   | 22.5 | .430 | .392 | .838 | 7.2   | 2.2 | .4  | .2  | 13.6 |
| 2022–23  | CLE      | 41  | 3   | 20.0 | .389 | .354 | .889 | 6.8   | 1.9 | .2  | .2  | 8.5  |
| 2022–23  | MIA      | 21  | 17  | 20.0 | .388 | .297 | .857 | 5.7   | 1.9 | .4  | .2  | 7.7  |
| 職業生涯 | 職業生涯 | 874 | 679 | 30.1 | .439 | .370 | .830 | 10.4  | 2.3 | .6  | .4  | 16.9 |
| 明星賽   | 明星賽   | 3   | 1   | 21.0 | .500 | .364 | .286 | 6.7   | 1.3 | 1.3 | .0  | 10.7 |

### NBA季後賽數據統計
| 賽季     | 球隊     | GP | GS | MPG  | FG%  | 3P%  | FT%  | RPG  | APG | SPG | BPG | PPG  |
| -------- | -------- | -- | -- | ---- | ---- | ---- | ---- | ---- | --- | --- | --- | ---- |
| 2014–15  | CLE      | 4  | 4  | 26.8 | .415 | .429 | .737 | 7.0  | 2.5 | .3  | .5  | 14.3 |
| 2015–16† | CLE      | 20 | 19 | 30.6 | .385 | .414 | .840 | 8.8  | 2.1 | .5  | .4  | 14.7 |
| 2016–17  | CLE      | 18 | 18 | 32.1 | .436 | .450 | .840 | 10.6 | 1.7 | 1.2 | .9  | 16.8 |
| 2017–18  | CLE      | 21 | 21 | 31.4 | .392 | .340 | .922 | 10.2 | 1.6 | .7  | .4  | 14.9 |
| 2022–23  | MIA      | 20 | 18 | 18.0 | .378 | .375 | .875 | 5.6  | 1.2 | .5  | .4  | 6.9  |
| 職業生涯 | 職業生涯 | 83 | 80 | 27.9 | .400 | .398 | .855 | 8.7  | 1.7 | .7  | .5  | 13.3 |

## 个人资料
乐福的父亲斯坦·乐福曾在1970年代效力过NBA的巴尔的摩子弹、洛杉矶湖人和圣安东尼奥马刺。凯文·乐福的叔叔迈克·乐福是美国摇滚乐队海滩男孩（Beach Boys）的成员，是乐队成员布赖恩·威尔逊、的卡尔·威尔逊和的丹尼斯·威尔逊的表兄弟，还有个阿姨凯思琳·麦卡特尼曾获得过1982年女子铁人三项的冠军。

## 获得奖项
- 2012 倫敦奧運會金牌
- 2012 NBA最佳阵容第二队
- 2012 全明星周末三分大賽冠军
- 2011 联盟篮板王
- 2011 进步最快球员
- 2009 NBA最佳新秀阵容第二队
- 2007 Gatorade National Player of the Year
- 2007 Parade Magazine Player of the Year
- 2007 McDonald's National Prep Player of the Year
- 2007 Naismith Male Prep Player of the Year
- 2007 Oregon Player of the Year (tie with 凯尔·辛格勒)
- 2007 Roundball Classic MVP
- 2007 Les Schwab Tournament All Tournament Team
- 2006 Les Schwab Tournament All Tournament Team
- 2006 MVP Kingwood Classic
- 2006 MVP Las Vegas Easter Classic
- 2006 MVP Bob Gibbons Memorial Day Classic
- 2006 MVP Bigtime Las Vegas Bigtime
- 2006 Reebok ABCD Camp Player of the Week
- 2006 Oregon Player of the Year
- 2005 Oregon Player of the Year
- 2005 Les Schwab Tournament All Tournament Team
- 2005 Reebok ABCD Player of the Week
- 2005 MVP, Kingwood Classic
- 2005 MVP, New Orleans Memorial Day Classic
- 2004 MVP, Les Schwab Classic
- 2004 Les Schwab Tournament All Tournament Team
- No. 1 rated senior by ESPN (Class of 2007)
- No. 1 rated senior by Bob Gibbons (Class of 2007)
- No. 1 rated senior by Van Coleman/Hoopmasters (Class of 2007)

## 另見
- NBA第二代球員列表